# Hornera canui
Hornera canui är en mossdjursart som beskrevs av Calvet 1911. Hornera canui ingår i släktet Hornera och familjen Horneridae. Inga underarter finns listade i Catalogue of Life.